# Rucphen
Rucphen (anhörenⓘ) ist eine Gemeinde in der niederländischen Provinz Noord-Brabant.

## Ortsteile
Rucphen, Schijf, Sint-Willebrord, Sprundel und Zegge.
Sint-Willebrord wird, weil dort viele Radsportler herstammen, auch das „wielerdorp“ genannt.

## Politik
Die Rucphense Volkspartij konnte bei der Kommunalwahl im Jahr 2022 mit 34,86 Prozent der Stimmen den Wahlsieg einfahren. Sie formte in der Legislaturperiode 2018–2022 eine Koalition mit der CDA und der VVD.

### Gemeinderat
Der Gemeinderat wird seit 1982 folgendermaßen gebildet:
| Partei                    | Sitze a | Sitze a | Sitze a | Sitze a | Sitze a | Sitze a | Sitze a | Sitze a | Sitze a | Sitze a | Sitze a |
| Partei                    | 1982    | 1986    | 1990    | 1994    | 1998    | 2002    | 2006    | 2010    | 2014    | 2018    | 2022    |
| ------------------------- | ------- | ------- | ------- | ------- | ------- | ------- | ------- | ------- | ------- | ------- | ------- |
| Rucphense Volkspartij b c | 4       | 3       | 5       | 6       | 6       | 5       | 6       | 5       | 6       | 6       | 7       |
| VVD                       | 1       | 4       | 4       | 4       | 6       | 7       | 5       | 7       | 7       | 5       | 5       |
| PVV                       | –       | –       | –       | –       | –       | –       | –       | –       | –       | 4       | 3       |
| CDA                       | 3       | 4       | 5       | 4       | 4       | 3       | 3       | 4       | 3       | 2       | 2       |
| PvdA                      | 0       | 2       | 2       | 1       | 1       | 1       | 3       | 1       | 1       | 1       | 1       |
| Forza Rucphen             | –       | –       | –       | –       | –       | –       | –       | –       | –       | –       | 1       |
| D66 d                     | –       | –       | –       | 1       | 0       | –       | –       | 2       | 2       | 1       | –       |
| Leefbaar Rucphen d        | –       | –       | –       | –       | –       | 3       | 2       | –       | –       | –       | –       |
| Vrije Lijst c             | 4       | 4       | 3       | 3       | 2       | –       | –       | –       | –       | –       | –       |
| Lijst Jaspers b           | 2       | 1       | –       | –       | –       | –       | –       | –       | –       | –       | –       |
| Lijst Vroegrijk b         | 1       | 1       | –       | –       | –       | –       | –       | –       | –       | –       | –       |
| Algemeen Belang           | 3       | –       | –       | –       | –       | –       | –       | –       | –       | –       | –       |
| Centrale Werknemerslijst  | 1       | –       | –       | –       | –       | –       | –       | –       | –       | –       | –       |
| Gesamt                    | 19      | 19      | 19      | 19      | 19      | 19      | 19      | 19      | 19      | 19      | 19      |

Anmerkungen

### College van B&W
Die Rucphense Volkspartij wird durch zwei Beigeordnete im College van burgemeester en wethouders (deutsch „Kollegium von Bürgermeister und Beigeordneten“) vertreten. Die Fraktionen der CDA und VVD ergänzen das Kollegium um jeweils einen Beigeordneten. Folgende Personen gehören zum Kollegium:
| Funktion         | Name                        | Partei                | Anmerkung                      |
| ---------------- | --------------------------- | --------------------- | ------------------------------ |
| Bürgermeisterin  | Marjolein van der Meer Mohr | VVD                   | seit dem 1. Januar 2011 im Amt |
| Beigeordnete     | Martien de Bruijn           | Rucphense Volkspartij | –                              |
| Beigeordnete     | René Lazeroms               | VVD                   | –                              |
| Beigeordnete     | Laura Matthijssen-de Jong   | Rucphense Volkspartij | –                              |
| Beigeordnete     | Suzanne Breedveld-de Ruiter | CDA                   | –                              |
| Gemeindesekretär | Sandor Michielse            | –                     | ab September 2019 im Amt       |

## Sport
1983 war der Ort Austragungsstätte der Einband-Weltmeisterschaft, einer Disziplin im Karambolagebillard, bei der der Belgier Ludo Dielis vor dem Deutschen Wolfgang Zenkner und Nobuaki Kobayashi aus Japan Weltmeister wurde.

## Persönlichkeiten
- Jos Gielen (1898–1981), Literaturwissenschaftler, Hochschullehrer und Politiker
- Marinus Valentijn (1900–1991), Radrennfahrer
- Wim van Est (1923–2003), Radrennfahrer, lebte in St.-Willebrord
- Wout Wagtmans (1929–1994), Radrennfahrer
- Thijs Roks (1930–2007), Radrennfahrer, „De Beer van Sprundel“